# Prescottia
Prescottia es un género de orquídeas perteneciente a la subfamilia Orchidoideae. Se distribuyen por el sur de Florida, México, América tropical, Brasil, Paraguay y Argentina en la zona de Misiones.

## Descripción
Son orquídeas de hábitos terrestres o raras veces epífitas, con raíces fasciculadas, carnosas, rizoma corto. Hojas basales y arrosetadas, raras veces caulinares, membranáceas; pecíolo largo, raras veces ausente. Inflorescencia una espiga multiflora, generalmente alargada, gruesa o delgada, las flores pequeñas, no resupinadas, las brácteas más cortas o raras veces más largas que las flores; sépalos membranáceos, soldados en la base formando una copa corta o un tubo alargado, patentes o a menudo revolutos en la porción apical; pétalos angostos, delgados, adnados a la copa sepalina; labelo carnoso, súpero en la flor, unguiculado y con la uña adnada a la copa sepalina, lámina erecta y ancha, algo carnosa, muy cóncava, encorvada, a veces casi cerrada, en la base 2 aurículas a menudo envuelven a la columna; columna muy corta, adnada a la copa sepalina, carnosa, clinandro erecto, acuminado, sus bordes connados con el rostelo; antera erecta, polinios 4 (8), pulverulento-granulosos.

## Taxonomía
El género fue descrito por John Lindley y publicado en Exotic Flora 2: ad t. t. 115. 1824.
Etimología
Prescottia: nombre genérico otorgado en honor de John Prescott, comerciante inglés y recolector de plantas.

## Especies dePrescottia
A continuación se brinda un listado de las especies del género Prescottia aceptadas hasta mayo de 2011, ordenadas alfabéticamente. Para cada una se indica el nombre binomial seguido del autor, abreviado según las convenciones y usos y la publicación válida.
- Lista de especies de Prescottia